# 電子機械鎖
電子機械鎖（Electromechanical Lock），是一種結合電子與機械裝置的鎖具，通常用於管控森嚴的門禁。電子機械鎖是非常安全及可靠的，當某種原因無法送電時，管理人員可以利用手動將門開啟，平日下班後，為了安全起見也可以將機械鎖調成送電開門或是斷電開門皆可。

## 電子機械鎖特色及優勢

### 雙向開門設計
安裝電子機械鎖後，門扇不管是向內開、向外開、向左向右開的門皆可開啟。

### 窄面板設計
可以安裝於任何寬度的門寬。

### 可調式的安全插枵設計
安全插枵的用意在於防止人為非法使用工具強壓鎖舌開門的舉動，使用隨附的六角扳手即可更換單開門或是雙開門的安全插枵。

### 雙電壓設計
12或24V都可利用並聯以及串聯方式調整。